# Simoides crassipes
Simoides crassipes är en tvåvingeart som först beskrevs av Fabricius 1805.  Simoides crassipes ingår i släktet Simoides och familjen blomflugor. Inga underarter finns listade i Catalogue of Life.